# صحيفة ذا ستيتس مان
ذا ستيتس مان (بالإنجليزية: The Statesman)‏ صحيفة يومية هندية تكتب باللغة الإنجليزية تأسست عام 1875. أصدرت في كلكتا نيودلهي، سيليجري وبوبانسوار. وتنحدرالصحيفة مباشرة من من منظمة أصدقاء الهند التي تأسست عام 1818. الصحيفة مملوكة من قبل مجموعة ذا ستيتس مان المحدودة ومقرها في كونوت بليس نيودلهي. والصحيفة عضو رسمي في شبكة أخبار آسيا.
ويبلغ متوسط تداول صحيفة ذا ستيتس اليومي إلى مايقارب من 180,000، ويرتفع التداول ليوم الأحد من كل أسبوع إلى حوالي 230,000. مما يجعلها واحدة من أبرز الصحف الإنجليزية في ولاية بنغال الغربية في الهند.

## وصلات خارجية
- صحيفة ذا ستيتس مان على موقع الموسوعة البريطانية (الإنجليزية)
- Official site of The Statesman
- The Statesman and Bartaman Combination Rates
- Indian Newspapers and Magazines Online from worldpress.org